# ایمونوتوکسین ضد CD19
ایمونوتوکسین ضد CD19 (انگلیسی: Anti-CD19 immunotoxin) یک آنتی‌بادی منوکلونال است که به یک مادهٔ سمی اتصال دارد.
پژوهش‌هایی در جریان است تا از این مولکول در درمان برخی سرطان‌های لنفوسیت بی بهره بگیرند.
این ایمونوتوکسین در آزمایشگاه ساخته می‌شود و پروتئین CD19 را هدف قرار می‌دهد. آنتی‌بادی به یک لیپوزوم حاوی داروی ضد تومور (در آزمایش‌های اولیه از دوکسوروبیسین استفاده شده است) متصل شده است. این آنتی‌بادی به CD19 متصل می‌شود، که یک پروتئین سطحی موجود در سلول‌های B نرمال و توموری است. در نتیجه، لیپوزومی که به آنتی‌بادی متصل است با دیواره سلول تماس پیدا کرده و وارد سلول می‌شود، جایی که دارو عملکرد خود را ایفا می‌کند.